# Foundation for Intelligent Physical Agents

## Introduction
La Foundation for Intelligent Physical Agents (FIPA) est une organisation destinée à établir des standards afin de favoriser l'interopérabilité des applications, des services et des équipements informatiques. L'organisation fut dissoute en 2005 et remplacée par un comité des standards de l'IEEE.
Le plus utilisé des standards de la FIPA est un standard de langage de communication ACL (Agent Communication Language). Tout comme KQML, ce dernier s'appuie sur la théorie des actes de langage : les messages sont des actions ou des actes communicatifs, car ils sont prévus pour effectuer une certaine action en vertu de l'envoi.